# سلما رشید
سلما رشید (به عربی: سلمی رشید، تلفظ مراکشی:ˈsælmæ ɾɑʃi:d]) خواننده و بازیگر پاپ مراکشی است که در ۱۳ ژوئن ۱۹۹۴ متولد شد.او در ۱۸ سالگی با شرکت در فصل دوم مسابقه عرب آیدل که از شبکه MBC پخش می‌شد، به شهرت رسید.
راشید که جوانترین شرکتکننده این مسابقه بود، موفق به کسب مقام پنجم شد و به خاطر قدرت صدا، تسلط بر سبکهای مختلف موسیقی و جذابیتش مورد تحسین قرار گرفت.هوادارانش به او لقب السلطنه داده‌اند و او ام کلثوم را یکی از الهامبخشهای اصلی خود می‌داند.

## اوایل زندگی
سلما که اصالتاً اهل واحه تافلالت، منطقه‌ای در جنوب شرقی مراکش است، در محله حی محمدی، واقع در منطقه عین سبعا-های محمدیِ کازابلانکا به دنیا آمد و بزرگ شد. او از همان کودکی عشق عمیقی به موسیقی، طراحی و مد داشت. در مصاحبه‌ای با ام‌بی‌سی اعتراف کرد که گاهی لباس‌های خانواده را برمی‌داشت، آن‌ها را تکه‌تکه می‌کرد و دوباره می‌دوخت تا طرح‌های جدید خلق کند. همچنین در همان گفت‌وگو فاش کرد که در جوانی لحظاتی مرگ‌بار را تجربه کرده؛ زمانی که نزدیک بود در یک سانحه رانندگی جان خود را از دست بدهد، اما بهترین دوستش با فداکاری او را نجات داد و در این راه جانش را از دست داد. سلما در ژوئن ۲۰۱۲ از دبیرستان فارغ‌التحصیل شد، مدرک لیسانس گرفت و سپس در دانشگاه پذیرفته شد تا اقتصاد بخواند.

## شرکت در عرب آیدل
در ۱۸ سالگی، سلما تصمیم گرفت فرصت را غنیمت بشمارد و در آزمون مرحله دوم برنامه عرب آیدل شرکت کرد. آزمون بازیگری در کازابلانکا برگزار شد، جایی که او آهنگ یمنی «یا منیاتی» را اجرا کرد. ترانه‌ای که در سراسر خلیج فارس محبوبیت زیادی داشت. او در مقابل هیئت داورانی متشکل از چهره‌های سرشناس عرب، از جمله راغب علامه، احلام، نانسی عجرم و تهیه‌کننده مصری حسن الشافعی، ظاهر شد. داوران تحت تأثیر اجرای او قرار گرفتند و سلما به بیروتِ لبنان رفت تا مراحل بعدی انتخاب را پشت سر بگذارد.
در ادامه، سلما قطعه الورد جمیل از ام کلثوم را به همراه پنج شرکت‌کننده دیگر اجرا کرد و سپس با خواندن اول مره از عبدالحلیم حافظ، توانست در میان ۲۷ فینالیست راه‌یافته به مرحله نهایی قرار بگیرد. در اولین اجرای تک‌نفره، او زمان السمت از طلال مداح را خواند. بااین‌که داوران از صدای زیبا و پرقدرتش تحت تأثیر قرار گرفتند، اما تفسیر او را بیش از حد تهاجمی ارزیابی کردند. احلام به او گفت: اگر کمی متمرکزتر باشد و در اجراها غرق نشود، می‌تواند جهان عرب را به عنوان صدای جدید موسیقی عربی فتح کند. متأسفانه، سلما آرای کافی را کسب نکرد و به همراه هشت شرکت‌کننده دیگر، برای اجرای ویلدکارت (شانس دوباره) انتخاب شد. راغب علامه او را برگزید و سلما با اجرای یا مسهرنی از ام کلثوم، توانست در مسابقه بماند. در نهایت، او و حنانه ردا (شرکت‌کننده بحرینی) نجات پیدا کردند و این پیروزی، سلما را به جمع سیزده فینالیست رساند.
سلما در طول مسابقه، طیف گسترده‌ای از آهنگ‌ها را اجرا کرد؛ از آثار خوانندگان کلاسیکی مانند صباح، ام‌کلثوم و مایادا الحناوی گرفته تا ترانه‌های محلی فؤاد قاضی و قطعات پاپ عربی هنرمندانی مثل سمیرا سعید و شرین. نکته جالب توجه در مسیر او این بود که با وجود عدم کسب آرای کافی در ابتدا، به لطف حامیان رو به رشدش، اغلب در منطقه امن باقی می‌ماند. هر هفته، تحسین داوران و تماشاگران را برمی‌انگیخت، تا جایی که محمد منیر، اسطوره موسیقی عرب، به او گفت: تو چیزی نادر در جهان عرب داری: صدایی خارق‌العاده با کاریزمایی فوق‌العاده. چهره‌های سرشناس موسیقی عرب نیز از او تقدیر کردند، از جمله رویده عطیه (خواننده سوری) و سلیم عساف (ترانه‌سرای لبنانی که برای ستاره‌هایی مثل کارول سماحه، نجوا کرم و رامی ایاش نوشته بود). عساف حتی قول داد ترانه‌ای مخصوص سلما بنویسد. همچنین، بسیاری از هنرمندان و شخصیت‌های مراکشی از او حمایت کردند و استعداد بی‌نظیرش را ستودند.
در هفتمین اپیزود، سلما قطعهی «Nawaylak Ala Niya» از احلام را اجرا کرد. سپس در یک اجرای گروهی به همراه دیانا حداد (خوانندهی پاپ لبنانی)، آهنگ محلی بین العصر و المغرب را خواند که ادای احترامی بود به سمیرا توفیق، ستارهی موسیقی بادیه نشین. او همچنین در اجرای کالت «Mistaniyak» با دو گروه دیگر از رقابت‌کنندگان مراکشی همکاری کرد. در ۸ ژوئن ۲۰۱۳، سلما به همراه پرواس حسین (شرکت‌کنندهی کرد) در رتبهی پنجم مسابقه قرار گرفت. باوجود حذف از رقابت، هیئت داوران او را به عنوان شگفتی‌ساز این فصل و صاحب صدایی نادر توصیف کردند. قرارداد و آیندهی هنری براساس توئیت حسن الشافعی (عضو هیئت داوران)، سلما قراردادی ۱۰ ساله با پلاتینیوم رکوردز (شرکت ضبط موسیقی وابسته به MBC تحت مدیریت راشد المجد، ستارهٔ سعودی) امضا کرد. برنامه‌های آیندهٔ او شامل: تورهای مشترک با راغب علامه در کنسرت‌هایش همکاری با محمد عساف (فلسطین)، احمد جمال (مصر) و فرح یوسف (سوریه) در تورهای موسیقی در سراسر جهان عرب این همکاری‌ها نشان می‌دهد که سلما، علیرغم رتبه‌اش در مسابقه، به عنوان یک استعداد درخشان در عرصهٔ موسیقی عرب شناخته شده است.

## اجرا در عرب آیدل

### اجراها در طول تست
- بازیگران (کازابلانکا): «یا منیاتی» ساخته عبدالمحسن المهند
- بازیگران بیروت (آمیزی گروهی): «الورد گمیل» اثر ام کلثوم
- بازیگران بیروت (ممیزی نهایی): «اول مره» اثر عبدالحلیم حافظ

### اجراها در دوره نخست
- برترین ۲۷: «زمان السمت» ساخته طلال مداح
- Wildcards Survival Prime: "Ya Msaharni" اثر ام کلثوم
- نخستین نخست: «لازرالک بوستان وود» اثر فؤاد قاضی
- نخست دوم: «آل بال» اثر سمیرا سعید
- اول سوم: «لی صبر حدود» اثر ام کلثوم
- نخست چهارم: «زی العسل» ساخته صباح
- پنجمین نخست: «آنا باشاک» اثر مایادا الحناوی
- نخست ششم: «کتار خیری» از شرین
- نخستین هفتم: «نویلک علا نیا» اثر احلام